# Musumba
Musumba ou Musumb est une ville de 100 000 habitants (en 2007) de la province du Lwalaba (Loualaba) dans la province du Katanga au Congo-Kinshasa. C'est la capitale du royaume coutumier Lunda. Son nom signifie « campement » en langue ruund.

## Géographie
Musumba est construite sur un plateau dominant des savanes aux horizons dégagés. C'est là que les Mwant Yav, rois Lunda, règnent sur leurs sujets. 